# Ртищево (Дмитровский район)
Ртищево — бывшая деревня в Дмитровском районе Московской области, сейчас является частным сектором посёлка Икша.

## История
Деревня Ртищева Вышегородского стана, ранее называлась Протасьево. Название происходит от вотчинников Ртищевых. В 1544 году Ртищев Василий Васильевич получил льготную грамоту на сельцо Протасьево в «Вышегородье». В 1650 году имение ещё значится за Ртищевыми — Василием Макарьевичем Ртищевым.
Внуком Василия, Иваном Ивановичем Ртищевым, которому досталось в 1657 году пол-села, была заложена половина в 1676 году князю Ивану Никитичу Засецкому. Другая половина села принадлежала Афанасию Федоровичу Ташлыкову.
В 1729 и 1731 годах селом владеют: стольник Василий Петрович Головин и Иван Васильев Головенков.
Ртищево входило в состав Гульневской волости Дмитровского уезда Московской губернии.

### Большевистко-советский период
После революции 1917 года Ртищева входит в Икшанский сельсовет Деденевской волости, затем в Игнатовский сельсовет, затем снова в Икшанский сельсовет.
В 1924 году согласно Списку населённых пунктов Дмитровского уезда в деревне числилось: 157 человек в 27 хозяйствах.
В 1926 году в Игнатовском сельсовете Деденевской волости в Ртищево 1 и Ртищево 2, расположенных в 2,66 вёрст от станции Икша, проживало в 32 крестьянских хозяйствах 149 человек.
В 1929 году создаётся Икшанский сельсовет.
В 1930 году колхоз «Ртищево», управление которого ранее располагалось в деревне, присоединяют к посёлку Икша.
В 1932—1937 годах происходит строительство канала Волга—Москва. Возле станции Икша идёт интенсивная выработка строительных материалов(песок, щебень, гравий и др.). В дальнейшем колхоз ликвидируют, а на разработанной территории располагается Икшанский Комбинат строительных деталей и материалов.
3 сентября 1939 года упраздняется Икшанский сельсовет. 19 сентября 1939 года Ртищево передаётся в управление посёлка согласно указу Президиума Верховного совета РСФСР.
На 1969 год в Икше числится 22 улицы. В территорию поселкового совета входит деревня Ртищево и несколько отдельных домов (зданий).
На 1970 год Ртищево уже не значится как самостоятельный населённый пункт, а входит в посёлок в составе улицы. В поселке Икша также работает Комбинат строительных деталей и материалов, добыча сырья ведётся в том числе и на прилегающих к бывшей деревне территориях.
Сейчас это территория частной застройки, окружённая местами бывшей карьерной разработки нерудных материалов (уровень земли ниже), впоследствии занятых различными СНТ и лесопосадками.

## Покровская церковь
По писцовым книгам Дмитровского уезда 1627 года в селе Протасьевском (Ртищево также) церковное место, где была раньше церковь Покрова пресв. Богородицы. В 1640 году на прежнем месте строится новая Покровская церковь.
По названию церкви село получает ещё одно имя — Покровское.
В 1679 и в 1682 годах платилось церковной дани и заезда 10 денег. В 1720—1740 годах: 11 алтын, 4 денег и 35 копеек.
В 1704 году, 1729 и 1731 годах упоминается, что церковь «пустая».
В 1746 году упоминается деревянная церковь Покрова пресв. Богородицы, при которой священник Афанасий Куприянов.